# Guy Delisle
Guy Delisle   (Ciutat de Quebec, 19 de gener de 1966) és un autor de còmics d'origen quebequès. Després d'estudiar animació al Sheridan College de Toronto, va treballar a diferents estudis d'arreu del món, com ara al Canadà, Alemanya, França, la Xina, Corea del Nord, Birmània… Les seues experiències com a supervisor d'animació a l'Àsia i acompanyant la seva muller de Metges sense fronteres han estat un excel·lent material per als seus quatre àlbums autobiogràfics, Shenzhen (2001), Pyongyanyg (2003), Chroniques birmanes (2007) i Chroniques de Jérusalem (2011), que va guanyar el premi al millor àlbum al Festival del Còmic d'Angulema el 2012.

## Obra
- L'aventure est au coin de la rue, Opossum Production, juny 1996
- Réflexion, Collection Patte de Mouche, L'Association, 1996 ISBN 2-909020-72-X
- Aline et les autres, L'Association, 1999 ISBN 2-84414-015-7
- Shenzhen, L'Association, 2000 ISBN 2-84414-035-1
- Inspecteur Moroni 1 : Premiers pas Dargaud, 2001 ISBN 2-205-05081-8
- Albert et les autres, L'Association, 2001 ISBN 2-84414-074-2
- Comment ne rien faire, La Pastèque, 2002 ISBN 2-922585-09-3
- Inspecteur Moroni 2 : Avec ou sans sucre Dargaud, 2002 ISBN 2-205-05256-X
- Pyongyang, L'Association, 2003 ISBN 2-84414-113-7
- Inspecteur Moroni 3 : Le Syndrome de Stockholm, Dargaud, 2004 ISBN 2-205-05551-8
- Louis au ski, Delcourt, col·lecció Shampooing, 2005 ISBN 2-84789-970-7
- Chroniques birmanes, Delcourt, col·lecció Shampooing, 2007 ISBN 978-2-7560-0933-9
- Louis à la plage, Delcourt, col·lecció Shampooing, 2008 ISBN 978-2-7560-1458-6
- Chroniques de Jérusalem, Delcourt, col·lecció Shampooing, 2011 ISBN 978-2-7560-2569-8 - Fauve d'or : prix du meilleur album el 2012
- Le Guide du mauvais père,[3] Delcourt, col·lecció Shampooing

1. tome 1, 2013 ISBN 978-2-7560-3873-5
2. tome 2, 2014 ISBN 978-2-7560-4777-5
3. tome 3, 2015 ISBN 978-2-7560-6647-9
4. tome 4, 2018 ISBN 978-2-413-00280-2

- S'enfuir, récit d'un otage, Dargaud, 2016 ISBN 978-2-205-07547-2
- Ici ou ailleurs, amb Jean Echenoz (prefaci), L'Association « Hors collection », 2019 ISBN 978-2844147455.[4]
- Chroniques de jeunesse, Delcourt, col·lecció Shampooing, gener del 2021 ISBN 978-2413039310[5]